# Gordelroos
Gordelroos of herpes zoster, (in België ook zona genaamd), is een huidziekte waarbij de getroffene op waterpokken gelijkende, gegroepeerde blaasjes op een rode ondergrond krijgt op een vrij scherp begrensd deel van de huid, overeenkomend met een dermatoom, dat is een deel van de huid dat door één segmentale zenuw vanuit het ruggenmerg wordt geïnnerveerd. Net als bij waterpokken kunnen de plekken na opengaan ernstige littekens veroorzaken. 
Op de romp hebben dergelijke dermatomen de vorm van een gordel of band, vandaar de naam gordelroos.

## Symptomen en verloop van de ziekte

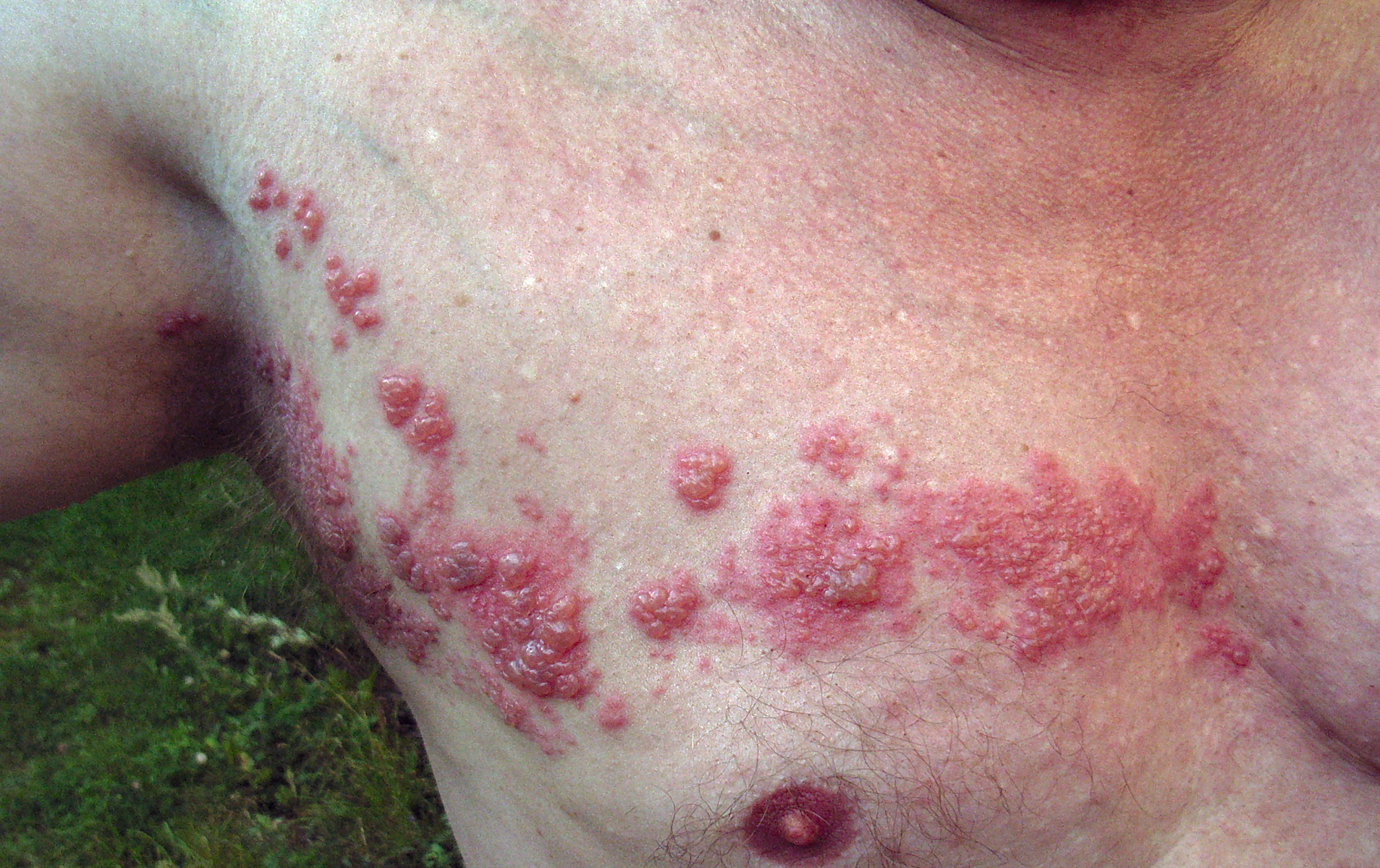
Bij gordelroos is één zijde van het lichaam aangetast

De ziekte begint vaak met pijn en tintelingen op het aangedane huidgebied. De pijn lijkt in aanvang op lichte elektrische schokjes en verandert na verloop van tijd in pijn gelijkend op spierpijn. Op dat moment is aan de huid nog niets te zien. Na enkele dagen wordt de huid rood en komen de met vocht gevulde blaasjes op, die wat lijken op kleine blaren. Altijd is maar één kant van het lichaam aangedaan. Meestal bevinden de blaasjes zich rond de buik of het middel. Een patiënt met gordelroos kan zich ook grieperig voelen en koorts hebben.
De blaasjes gaan na verloop van tijd - zeven tot tien dagen - over in korstjes die soms kunnen etteren. Na ongeveer twee tot drie weken verdwijnen ze. Vooral bij oudere mensen blijft er soms nog lang pijn in het getroffen huidgebied bestaan, die soms zeer heftig kan zijn, de zogenaamde postherpetische neuralgie. Deze napijn kan weken tot maanden duren. Een enkele maal komt gordelroos zonder huiduitslag of blaasjes voor, dit noemt men herpes zoster sine herpete.
| Dag 1 | Dag 2 | Dag 5 | Dag 6 |
| ----- | ----- | ----- | ----- |
|       |       |       |       |

Gordelroos op het lichaam is op zich niet gevaarlijk, maar wel erg pijnlijk. Gordelroos in het gelaat kan het gezichtsvermogen of het gehoor aantasten en moet altijd behandeld worden.
Na genezing blijven er geen littekens over, tenzij er veel gekrabd is aan de blaasjes.

### Varianten
Naast gordelroos op de romp bestaan er varianten Herpes zoster ophthalmicus en Herpes zoster oticus.
Bij Herpes zoster oticus is een ander zenuwtak aangedaan, de 7e hersenzenuw nervus facialis, waardoor het gehoor kan verminderen, de smaak kan verdwijnen, of een halfzijdige aangezichtsverlamming van de gelaatsspieren kan optreden. Dit wordt wel het syndroom van Ramsay Hunt genoemd. Als de 8e hersenzenuw is aangedaan, de nervus vestibulocochlearis kunnen klachten optreden zoals oorsuizen, gehoorverlies en vertigo. Er is dan ook kans op (permanente) gehoorschade, alsmede schade aan het evenwichtsorgaan. 

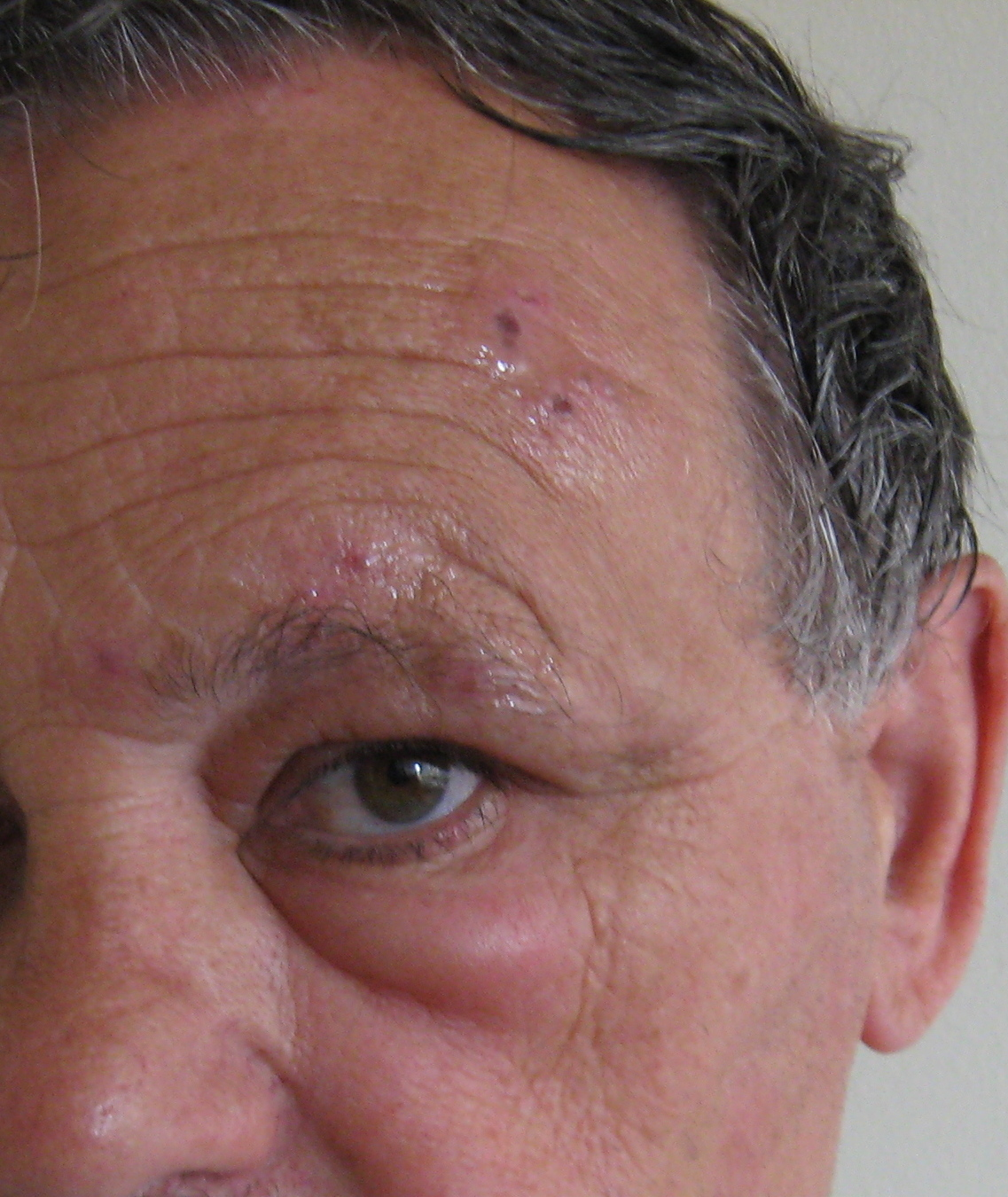
Patiënt met Herpes zoster ophthalmicus

Bij Herpes zoster ophthalmicus ontstaan de blaasjes in het gebied van de nervus ophthalmicus. Er ontstaan dan klachten zoals een rood oog, pijn in het oog, zwelling van een ooglid, een hangend ooglid, fotofobie en gezichtsklachten. Gordelroos kan dan ook leiden tot een ontsteking van het oog. Een zijtak van de nervus oppthalmicus, de nervus nasociliaris kan ook last krijgen van het virus. Dan kan het zogenoemde teken van Hutchinson zichtbaar worden, roodheid en blaasjes ontstaan dan aan een zijkant van de neus. 

## Oorzaak
De gelijkenis met waterpokken is niet toevallig. De verwekker is namelijk hetzelfde virus als het waterpokkenvirus: het varicellazostervirus (VZC). Heeft men eenmaal waterpokken doorgemaakt, dan raakt men het virus nooit meer helemaal kwijt; het blijft zich schuilhouden in bepaalde zenuwcellen, namelijk in het ganglion spinale dat buiten het ruggenmerg ligt. Het virus kan ineens weer actief worden. Dit gebeurt vaker als het immuunsysteem verzwakt is. Dit heeft dan een gordelroosinfectie tot gevolg.
Een verzwakte weerstand kan optreden door bijvoorbeeld een hiv-besmetting of door gebruik van bepaalde geneesmiddelen, zoals methotrexaat of chemotherapie.

## Besmettelijkheid

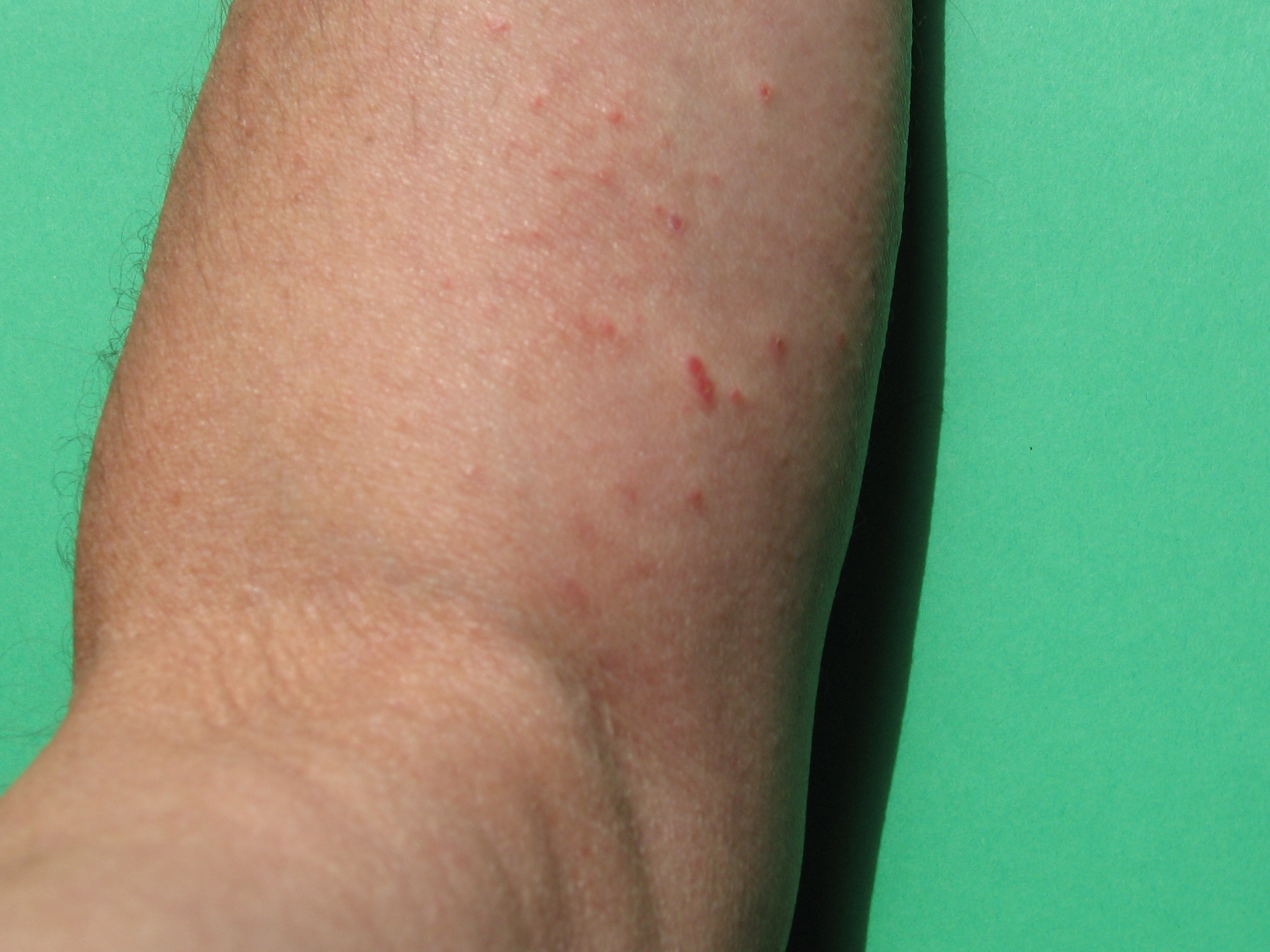
Wondjes op de linkerarm aan het genezen. Man, 62 jaar.

Mensen die nog geen waterpokken hebben doorgemaakt, kunnen door een lijder aan gordelroos besmet worden met het varicellazostervirus en waterpokken krijgen. Als de blaasjes worden aangeraakt kan dat besmetting veroorzaken bij mensen die geen waterpokken hebben gehad. Zij krijgen dan waterpokken, geen gordelroos. 

## Voorkomen
Een gordelroosinfectie komt in de zomer veel meer voor dan in de winter. De huidontsteking treft voornamelijk mensen boven het zestigste levensjaar. De ouderdom van de patiënt verhoogt het risico dat gordelroos een chronische aandoening wordt. Bij patiënten van 80 jaar en ouder is de aandoening chronisch bij 1 op de 5 patiënten.
Vrouwen krijgen iets vaker gordelroos dan mannen.
Ruim 20% van de bevolking krijgt er ooit mee te maken. Gordelroos treedt doorgaans maar een keer op, in zeldzame gevallen meermaals. Dat is dan het gevolg van een sterk verzwakte afweer. Bij herhaalde aanvallen is een onderzoek naar de verminderde weerstand nodig.
In Nederland bezochten in 2021 ongeveer 94.000 personen de huisarts vanwege gordelroos. Jaarlijks worden rond de 375 patiënten opgenomen in het ziekenhuis.

## Vaccinatie

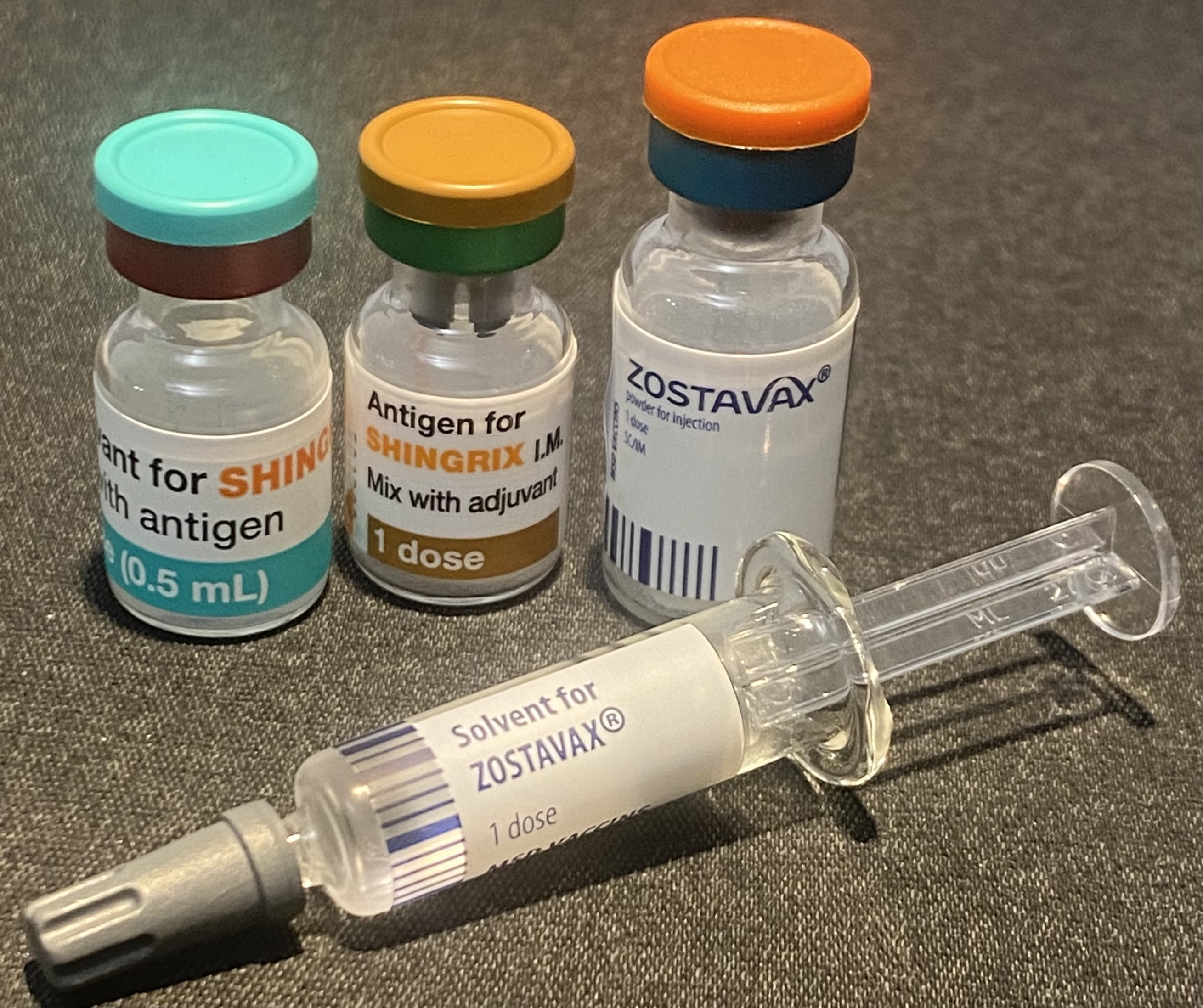
Vaccinaties tegen gordelroos

Er is in Nederland sinds 2019 vaccinatie mogelijk tegen gordelroos. Er zijn twee merken toegelaten door het College ter beoordeling Geneesmiddelen (CBG) in Nederland. Hoewel de gezondheidsraad adviseerde om vaccinaties voor 60-plussers te vergoeden is de vaccinatie niet opgenomen in het publiek vaccinatieprogramma. Vaccinatie kan in Nederland op eigen kosten uitgevoerd worden.
In Duitsland, Frankrijk en het Verenigd Koninkrijk en enkele andere landen worden de vaccins wel vergoed.

### Middelen
- Zostavax: de vaccinatie met Zostavax bestaat uit een prik. De effectiviteit neemt af in de tijd van 69% in het eerste jaar naar 39% in het tweede jaar.[9] Het is niet bekend hoe effectief revaccinatie is.
- Shingrix: de vaccinatie van Shingrix bestaat uit twee prikken. De effectiviteit bij ouderen is hoog. In een onderzoek dat 3,2 jaar duurde was de effectiviteit 97% voor 50+ deelnemers en 91% voor 70+ deelnemers in een onderzoek dat 3,7 jaar duurde.[10] Daarnaast verlaagt Shingrix ook aanzienlijk het aantal gevallen van postherpetische neuralgie (PHN)

## Behandeling
Behandeling van gordelroos is mogelijk als ermee gestart wordt voor de blaasjes verschijnen; daarna heeft het nog maar weinig effect. Omdat gordelroos door een virus veroorzaakt wordt, bestaat de behandeling uit antivirale middelen, bijvoorbeeld aciclovir of valaciclovir, aangevuld met pijnstillers en ontstekingsremmers (corticosteroïden). Sommige pijnstillers, zoals ibuprofen, diclofenac en naproxen kunnen ernstige bijwerkingen geven in de vorm van ontstekingen van de huid. Daarom wordt met name paracetamol als pijnstiller geadviseerd.
Met name bij oudere mensen wordt naar vroege behandeling gestreefd omdat de postherpetische neuralgie dan vaak aanzienlijk milder is of zelfs in het geheel niet optreedt. Er wordt ook wel zinkzalf, koelzalf, cetomacrogolzalf of lanettezalf gebruikt tegen gordelroos.

### Bij het oog en het oor
Als het oog geïnfecteerd is moet dit behandeld worden. Ook gordelroos bij het oor moet behandeld worden. In dit geval dient er binnen 72 uur na het optreden van de gezichtsverlamming een behandeling met antivirale middelen en prednison begonnen te worden.
Voor de behandeling van postherpetische neuralgie wordt vaak het antidepressivum amitriptyline voorgeschreven en het anti-epilepticum gabapentine. Het uitschakelen van de aangetaste zenuw door een anesthesist is minder gebruikelijk. 